# Nové Chaloupky
Nové Chaloupky (deutsch Neuhäuser) ist ein Weiler der Gemeinde Skorošice in Tschechien. Er liegt fünf Kilometer westlich von Žulová und gehört zum Okres Jeseník.

## Geographie
Nové Chaloupky befindet sich rechtsseitig über dem Tal des Vojtovický potok (Mühlbach) an einem Hang im Reichensteiner Gebirge (Rychlebské hory). Nördlich erheben sich der Suť (Steingerütte, 717 m n.m.) und der Kokeš (Hühnerkoppe, 651 m n.m.), im Süden der Jezevčí vrch (755 m n.m.), südwestlich der Spičák (Spitzberg, 957 m n.m.), der Borůvkový vrch (Urlichberg, 859 m n.m.) und die Siwa kopa (Schimmelkoppe, 768 m n.p.m.), im Westen der Hraničný vrch (Schusterberg, 752 m n.m.) und die Brandkoppe (678 m n.m.) sowie nordwestlich die Strážiště (Hutberg, 812 m n.m.) und der Vapenný vrch (Kalkberg, 776 m n.m.).
Nachbarorte sind Vojtovice im Norden, Sedmlánů im Nordosten, Dvorec (Scholzenhof) und Tomíkovice im Osten, Petrovice (Petersdorf) im Südosten, Kamenné und Bielice im Süden, Nowy Gierałtów im Südwesten, Hraničná im Westen sowie Nová Véska im Nordwesten.

## Geschichte
Die Kolonie Neuhäuser wurde in der ersten Hälfte des 18. Jahrhunderts durch das Friedeberger Amt der fürstbischöflichen Johannisberger Güter gegründet. Erstmals urkundlich erwähnt wurde sie 1739.
Im Jahre 1836 bestand die Ansiedlung Neuhäuser aus fünf zerstreuten Häusern, in denen 47 deutschsprachige Personen lebten. Haupterwerbsquelle waren der Ackerbau, die Flachsspinnerei und der Tagelohn. Die Siedlung gehörte zur Gemeinde Petersdorf, wo sich auch die Schule befand. Pfarrort war Gurschdorf. Bis zur Mitte des 19. Jahrhunderts blieb Neuhäuser dem Bistum Breslau untertänig.
Nach der Aufhebung der Patrimonialherrschaften bildete Neuhäuser ab 1849 einen Ortsteil der Gemeinde Petersdorf im Gerichtsbezirk Weidenau. Ab 1869 gehörte die Ansiedlung zum Bezirk Freiwaldau. Der tschechische Ortsname Nové Chaloupky wurde zum Ende des 19. Jahrhunderts eingeführt. Im Jahre 1900 hatte die Ansiedlung 32 Einwohner und bestand aus fünf Häusern. Beim Zensus von 1921 lebten in den vier Häusern des Weilers 18 Deutsche. Im Jahre 1930 hatte Neuhäuser 17 Einwohner. Nach dem Münchner Abkommen wurde der Weiler 1938 dem Deutschen Reich zugesprochen und gehörte bis 1945 zum Landkreis Freiwaldau. Nach dem Ende des Zweiten Weltkrieges 1945 kam Nové Chaloupky zur Tschechoslowakei zurück; die meisten der deutschsprachigen Bewohner wurden 1945/46 vertrieben. Die Wiederbesiedlung des abgelegenen Ortes gelang nur in geringem Umfang. Zusammen mit Petrovice wurde Nové Chaloupky 1949 nach Skorošice eingemeindet. 1950 wurde Nové Chaloupky als Ortsteil von Skorošice aufgehoben. 
Bei der Gebietsreform von 1960 wurde der Okres Jeseník aufgehoben und der Ort in den Okres Šumperk eingegliedert. Zwischen 1976 und 1990 gehörte der Weiler zur Gemeinde Žulová. Seit 1996 ist Nové Chaloupky wieder Teil des Okres Jeseník.

## Ortsgliederung
Nové Chaloupky gehört zum Ortsteil Petrovice der Gemeinde Skorošice und ist auch Teil des Katastralbezirkes Petrovice u Skorošic.